# T.J. Jones
Tai-ler Fitzgerald Jones, detto T.J. (Winnipeg, 19 luglio 1992), è un giocatore di football americano canadese che gioca nel ruolo di wide receiver per i Detroit Lions della National Football League (NFL). Fu scelto nel corso del sesto giro (189º assoluto) del Draft NFL 2014. Al college giocò a football all'Università di Notre Dame.

## Carriera professionistica

### Detroit Lions
Jones fu scelto nel corso del sesto giro del Draft 2014 dai Detroit Lions. Dopo non essere mai sceso in campo nella sua prima stagione, debuttò come professionista nella settimana 3 del 2015 contro i Denver Broncos. Nel penultimo turno contro i San Francisco 49ers segnò il primo touchdown in carriera su un passaggio da 29 yard di Matthew Stafford.

## Statistiche
| Partite totali      | 10  |
| Partite da titolare | 0   |
| Ricezioni           | 10  |
| Yard ricevute       | 132 |
| Touchdown           | 1   |